# Einheits-PKW
Gli Einhets-Personenkraftwagen o solo Einheits-PKW (in tedesco: autoveicolo passeggeri standardardizzato) erano una famiglia di veicoli per il trasporto del personale e per servizi vari, adottata dalla Wehrmacht tra il 1936 ed il 1943. Furono realizzate tre versioni Leichter Einheits-PKW, Mittlerer Einheits-PKW e Schwerer Einheits-PKW, rispettivamente leggera, media e pesante, ciascuna realizzata in diversi allestimenti. Questi mezzi erano progettati per sostituire i mezzi di derivazione civile del Reichswehr con vetture a trazione integrale, realizzata secondo specifiche militari con componenti standardizzate per semplificare la logistica e la manutenzione. In realtà questi obiettivi non furono mai raggiunti.

## Storia
All'inizio del processo di motorizzazione, Reichswehr e Wehrmacht avevano adottato versioni militarizzate di molti modelli di automobili civili, di tutte le marche. Pertanto quando nel 1935 iniziò il riarmo della Germania, la Wehrmacht si ritrovò con un parco autovetture insoddisfacente sotto molti aspetti. Da un lato, la mobilità e la resistenza fuoristrada dei veicoli esistenti non erano adeguate alle esigenze militari. Dall'altro, la manutenzione e la gestione delle parti di ricambio erano molto complesse a causa del gran numero di diverse marche, modelli e spesso generazioni diverse degli stessi modelli: a metà anni trenta risultavano in servizio 113 modelli di autocarri, 52 modelli di automobili e 150 modelli di moticicli.
L'ascesa al potere del Partito nazista nel 1933 rese disponibili nuovi finanziamenti per i programmi di meccanizzazione delle forze armate e nel 1934 il Führer lanciò un programma per lo sviluppo di un autotelaio militare standard. Gli obiettivi del progetto erano ottimizzare la mobilità fuoristrada e massimizzare la standardizzazione delle componenti meccaniche della nuova famiglia di mezzi, che grazie alle recenti innovazioni nel campo dell'ingegneria automobilistica sarebbe stata prodotta su vasta scala per lungo tempo. Inizialmente erano stati previsti cinque tipi:
- Leichter geländegängiger Personenkraftwagen (Le.gl.Pkw.), autovettura fuoristrada leggera;
- Mittelschwerer geländegängiger Personenkraftwagen (m.gl.Pkw.), autovettura fuoristrada media;
- Schwerer geländegängiger Personenkraftwagen (s.gl.Pkw.), autovettura fuoristrada pesante;
- Leichter geländegängiger Lastkraftwagen (Le.gl.Lkw.), autocarro fuoristrada leggero;
- Mittelschwerer geländegängiger Lastkraftwagen (m.gl.Lkw.), autocarro fuoristrada medio.

Tra le altre caratteristiche, tutti i tipi avevano quattro ruote motrici con sospensioni indipendenti ed erano costruiti solo con materie prime nazionali, come previsto dal Piano quadriennale. Tuttavia, a causa delle carenze del settore automobilistico tedesco del tempo, la standardizzazione tanto desiderata fu compromessa fin dall'inizio. Nessun singolo produttore era infatti in grado di fornire da solo il numero richiesto di vetture; la produzione fu quindi suddivisa tra vari costruttori, che teoricamente avrebbero dovuto attenersi allo stesso progetto standardizzato: BMW (Automobilwerk Eisenach), Hanomag, Stoewer, Opel (Opelwerk Brandenburg), Ford-Werke e Auto Union (Horch e Wanderer). La standardizzazione venne meno perché queste società a loro volta delocalizzavano la produzione di gran parte dei singoli componenti a diversi fornitori terzi; inoltre ogni produttore utilizzava, sugli autotelai standardizzati, motori dalle proprie linee di modelli civili.
La prima vettura leggera Le.gl.Pkw. fu consegnata dalla Stoewer nel 1936 (modello R 180 Spezial), seguita nel 1937 dalla prima media m.gl.Pkw. e nel 1938 dai primi modelli pesanti. I punti deboli del programma divennero subiti evidenti, soprattutto gli elevati costi di produzione, la notevole complessità costruttiva e l'incapacità dei produttori di fornire un numero sufficiente di veicoli per equipaggiare tutte le unità militari. La Wehrmacht era quindi costretta a soddisfare il 60% del suo fabbisogno con la conversione di auto civili, eufemisticamente chiamate "Ergänzungsfahrzeuge" (veicoli supplementari), nonché con le auto civili requisite ed i mezzi di preda bellica, peggiorando ulteriormente la manutenzione, le forniture e l'addestramento.
L'impiego sul campo da parte delle diverse specialità delle forze armate rivelarono che gli Einheits-Pkw erano progetti difettosi, in gran parte non idonei all'impiego in tempo di guerra. Nel 1940 si cercò di rimediare introducendo su tutte le versioni delle semplificazioni su telai e carrozzerie, con l'eliminazione tra l'altro del sistema a quattro ruote sterzanti; i modelli così modificati, denominati Typ 40, comunque non superarono le carenze di base di tutti i progetti, come la complessità e la rapida usura delle componenti, il peso eccessivo ed il conseguente elevato consumo di carburante. Di conseguenza, la produzione dei tre tipi leggero, medio e pesante cessò rispettivamente nel 1942, 1943 e 1941.

## Modelli

### Leichter geländegängiger PKW
| Modello               | Anni di produzione | Esemplari |
| --------------------- | ------------------ | --------- |
| Stoewer R 180 Spezial | 1936-1938          | 1 200     |
| BMW Type 325          | 1937-1940          | 3 225     |
| Hanomag Typ 20 B      | 1937-1940          | 3 300     |
| Stoewer R 200 W       | 1938-1940          | 9 796     |
| Stoewer Typ 40        | 1940-1944          | 9 796     |

La vettura fuoristrada leggera era prodotta dal 1936 dalla BMV-Autowerk Eisenach, dalla Hanomag e dalla Stoewer. Venne adottata dalle forze armate in differenti allestimenti:
- Kfz. 1: trasporto truppe[3];
- Kfz. 2/40: per le squadre di riparazione e manutenzione[4];
- Kfz. 3: per osservazione d'artiglieria[3];
- Kfz. 4: per difesa aerea delle truppe; realizzato dal febbraio 1938, era armato di due mitragliatrici MG 34 su affusto a piedistallo Zwillingslafette 36 installato sul pianale posteriore, con settore orizzontale di 360°[5].

Furono prodotte quasi 13 000 unità. Tra il 1940 e il 1943, solo Stoewer continuò a produrre questa categoria di Einheits-PKV con la sua R 200 Spezial Typ 40 senza quattro ruote sterzanti.
La vettura pesava 1 775 kg a vuoto (1 700 kg senza quattro ruote sterzanti). Da un'inchiesta del 1942, il 90% di tutte le specialità delle forze armate bocciò il veicolo come "inabile al servizio in tempo di guerra", mentre il molto più semplice, più leggero e meno costoso Volkswagen Kübelwagen si dimostrava di gran lunga superiore sotto praticamente ogni aspetto.

### Mittelschwerer geländegängiger PKW
| Modello             | Anni di produzione | Esemplari |
| ------------------- | ------------------ | --------- |
| Horch 901           | 1937-1940          | 14 911    |
| Horch 901 Typ 40    | 1940-1943          | 14 911    |
| Horch 901 torpedo   | 1940-1942          | 14 911    |
| Wanderer 901        | 1937-1940          | 16 000    |
| Wanderer 901 Typ 40 | 1940-1941          | 16 000    |
| Wanderer Typ 40     | 1942-1943          | 16 000    |
| Opel Typ mPl        | 1938-1943          | 3 860     |

La vettura media fu prodotta dalla Opelwerk Brandenburg (solo telai), dalla Wanderer a Siegmar-Schönau (oggi parte della città di Chemnitz) e dalla Horch a Zwickau (queste ultime due case riunite nella Auto Union). Le versioni adottate dalla Wehrmacht erano:
- Kfz. 11: trasporto truppe;
- Kfz. 12: trasporto truppe con gancio di traino[7];
- Kfz. 21: trasporto truppe a 6 posti;
- Kfz. 15, Kfz 17[8], Kfz 17/1[9]: per le truppe delle trasmissioni;
- Kfz. 16[10] e Kfz. 16/1[10]: per la ricognizione d'artiglieria.

Furono costruite circa 12 000 unità. Nei modelli in versione Typ 40 la modifica più evidente fu l'eliminazione della ruota di scorta folle tra i due assi, che semplificò la carrozzeria e liberò più spazio a bordo. La macchina pesava a vuoto  2 700 kg (3 080 kg la versione decappottabile Horch) ed era l'unico dei tre tipo che fin dall'inizio non era dotato del sistema a quattro ruote sterzanti. Anche in questo caso, l'80% dei reparti respinse il veicolo come inadatto al servizio in tempo di guerra.

### Schwerer geländegängiger PKW
| Modello          | Anni di produzione | Esemplari |
| ---------------- | ------------------ | --------- |
| Horch 108 Typ a  | 1937-1938          | 8 135     |
| Horch 108 Typ b  | 1937-1938          | 8 135     |
| Horch 108 Typ 1a | 1939-1940          | 8 135     |
| Horch 108 Typ 1b | 1939-1940          | 8 135     |
| Horch 108 Typ 40 | 1940-1942          | 8 135     |
| Ford Typ EGa     | 1939-1940          | 1 901     |
| Ford Typ EGd     | 1939-1940          | 1 901     |
| Ford Typ EGb     | 1939-1940          | 1 901     |
| Ford EG Typ 40   | 1940-1941          | 1 901     |

Il tipo pesante era realizzato dalla Horch a Zwickau e dalla Ford-Werke a Colonia, ciascuna utilizzando i propri motori V8. Furono realizzati gli allestimenti:
- Kfz. 21: trasporto truppe
- Kfz. 23[13] e Kfz. 24[14]: per le trasmissioni;
- Kfz. 31: allestimento ambulanza[15];
- Kfz. 69: versione trattore per artiglieria leggera[16];
- Kfz. 81: versione trattore per cannone contraereo 2 cm FlaK[17];
- Kfz. 70: versione trasporto truppe[18];
- Kfz. 83: allestimento porta-fotoelettrica da 60 cm[19].

Sullo chassis del tipo pesante inoltre furono realizzati l'autoblindo media posto-comando Sd.Kfz. 247 Ausf. B (basata sulla Typ 1c della Daimler-Benz) ed i veicoli corazzati leggeri da ricognizione della famiglia Leichte Panzerspähwagen Sd.Kfz. 221, Sd.Kfz. 222 e Sd.Kfz. 223 (con motore posteriore).
In totale furono realizzati quasi 5 000 esemplari. Le vetture avevano un peso a vuoto di 3 300 kg (senza quattro ruote sterzanti: 3 200 kg). Anche questa categoria perse, con il Typ 40, il sistema a quattro ruote sterzanti e le ruote di scorta sulle fiancate. Sebbene affetto dalle stesse carenze già ricordate, il tipo pesante sembra sia stata la versione meglio riuscita e più apprezzata dell'intero programma Einheits-PKW.

## Galleria d'immagini

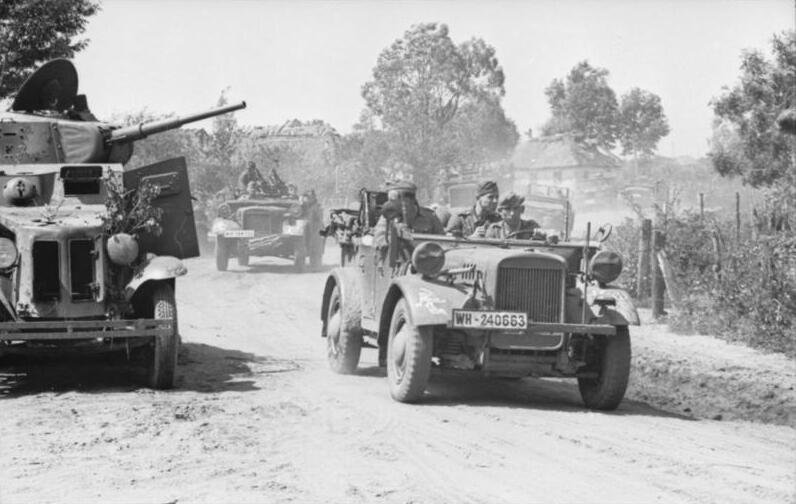
Colonna di l.gl.Pkw. supera una BA-10 abbandonata dai russi
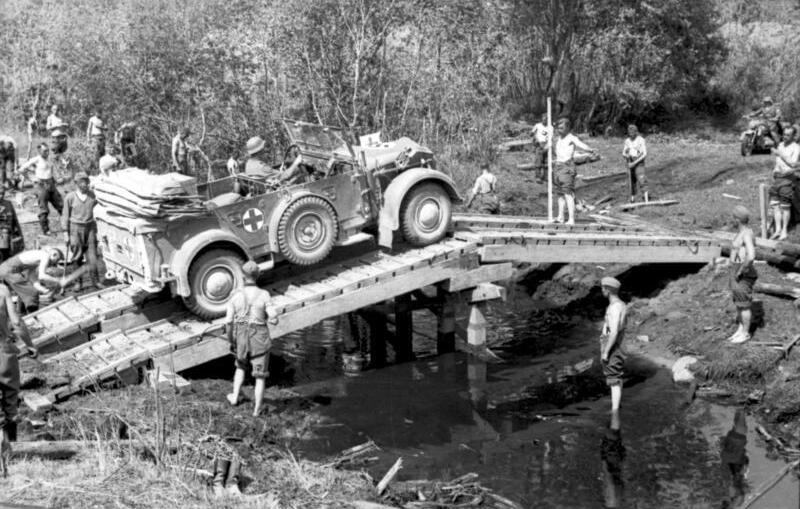
Un m.gl.Pkw. prima versione
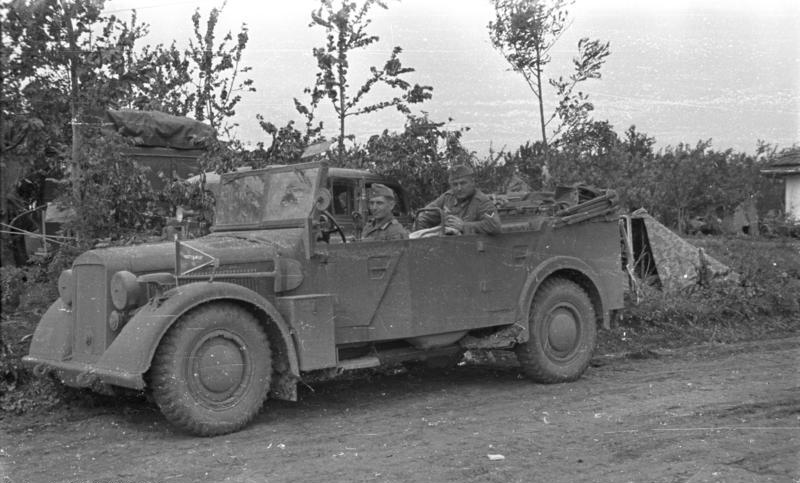
Un m.gl.Pkw. Typ 40
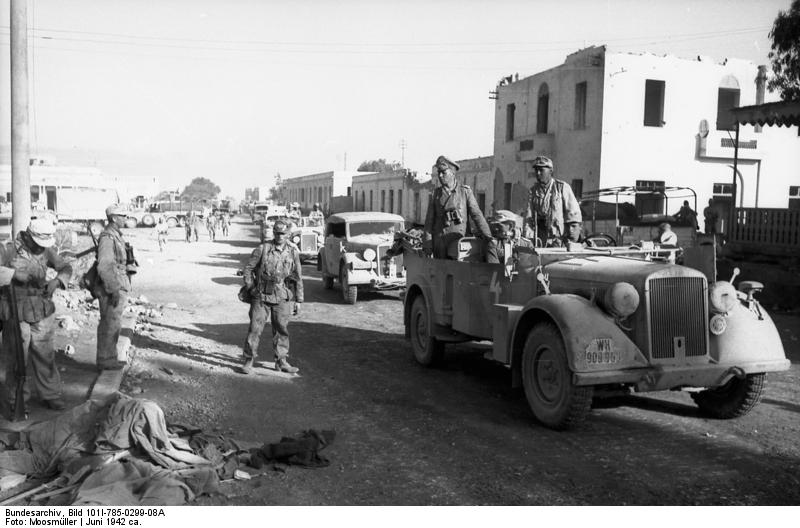
Erwin Rommel e Fritz Bayerlein su un m.gl.Pkw. Typ 40, Tobruk
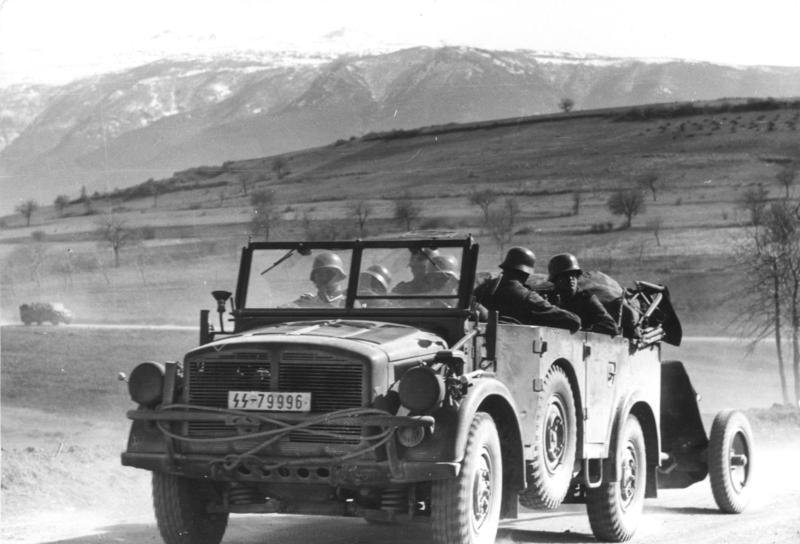
Un s.gl.Pkw. versione Kfz. 69